# Provincia di Tahuamanu

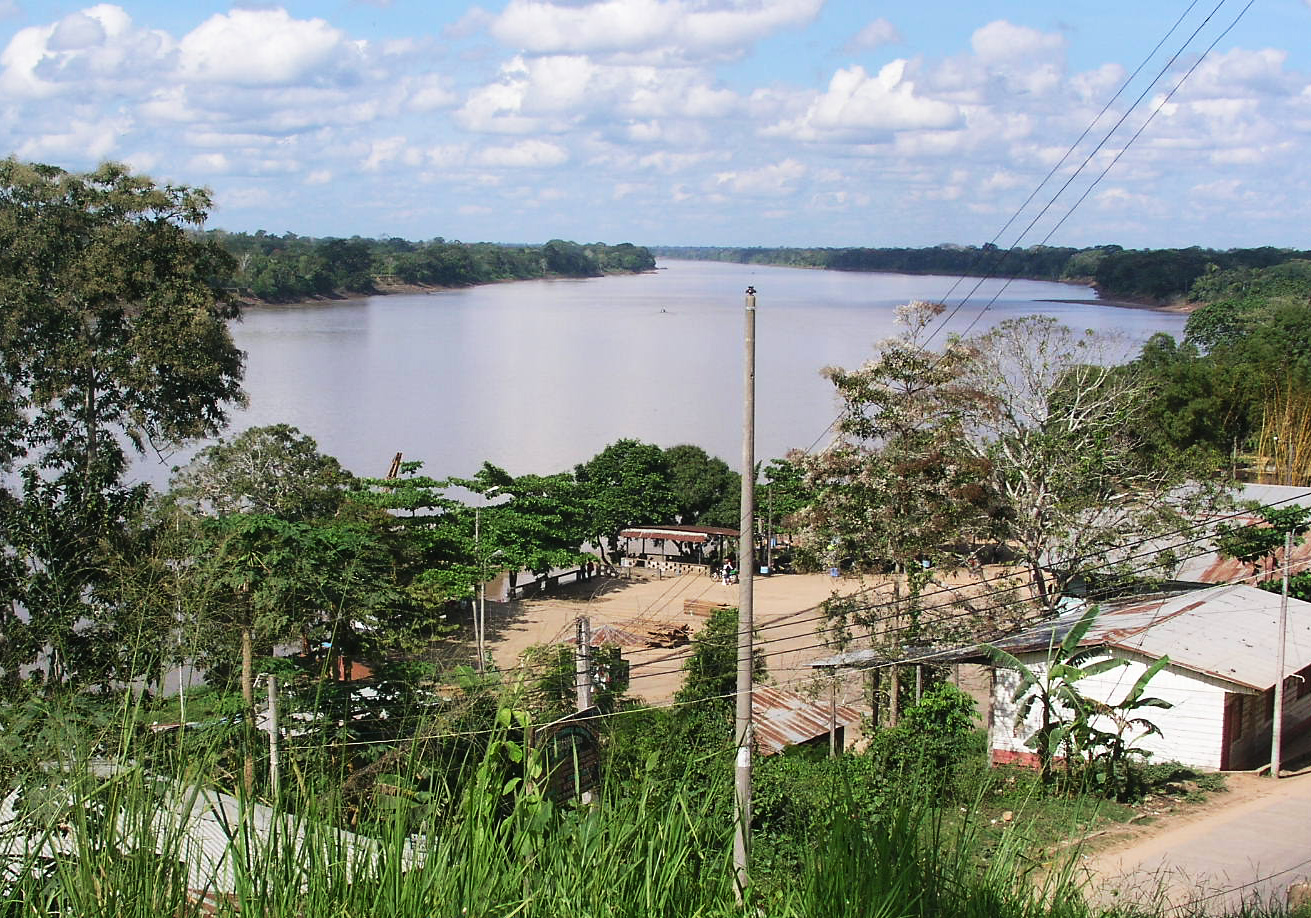
Rio Madre de Dios

La provincia di Tahuamanu è una delle 3 province della regione di Madre de Dios, in Perù.

## Capoluogo e data di fondazione
Il capoluogo è Iñapari.
La provincia è stata istituita il 21 giugno 1925.
Sindaco (alcalde): Alfonso Bernardo Cardozo Mouzully (2007-2010)

## Superficie e popolazione
- 21196,88 km²
- 7 429 abitanti (inei2005)

## Provincie confinanti
Confina a nord con il Brasile; a est con la Bolivia; a sud con la Provincia di Tambopata e a ovest con la regione di Ucayali.

## Geografia antropica

### Suddivisioni amministrative
Essa è divisa in tre distretti  (comuni):
- Iberia
- Iñapari
- Tahuamanu